# Universo senza debolezza
Un universo senza debolezza è un universo ipotetico che non contiene interazioni deboli, ma che per il resto è uguale in tutto e per tutto al nostro universo.
Quindi un universo senza debolezza è costruito per avere una fisica e una chimica atomica identiche alla versione standard. La dinamica di un universo senza debolezza comprende un periodo di nucleosintesi del Big Bang, formazione stellare, stelle con combustibile sufficiente da bruciare per miliardi di anni, sintesi nucleare stellare di elementi pesanti e supernovae che distribuiscono gli elementi pesanti nel mezzo interstellare.

## Motivazione e antropizzazione
La forza dell'interazione debole è un grosso problema nella fisica delle particelle moderna. Esiste una teoria che dovrebbe spiegare perché l’interazione debole è di 32 ordini di grandezza più forti della gravità; questo è noto come problema della gerarchia. Esistono infatti vari modelli che affrontano il problema della gerarchia in modo dinamico e naturale, ad esempio la supersimmetria, il technicolor e le dimensioni extra deformate.
Un modo alternativo di spiegare cos’è il problema della gerarchia è parlare del principio antropico: si presuppone che esistano molte altre zone dell’universo (o multiverso) in cui anche la fisica è diversa. In particolare si suppone che il “paesaggio” degli universi possibili contenga anche alcuni in cui la forza debole ha una forza diversa rispetto alla nostra. Se la parte osservata della forza debole fosse quindi vitale per l’emergere di osservatori, ciò spiegherebbe perché la forza debole viene effettivamente guardata con questa forza. Barr e altri scienziati di livello sostengono che se si permettesse alla scala di rottura della simmetria elettrodebole di variare tra gli universi, mantenendo tutti gli altri parametri fissi, la fisica atomica cambierebbe in modi che non permetterebbero la vita come la conosciamo.
Gli argomenti antropici sono stati recentemente rafforzati dalla consapevolezza che la teoria delle stringhe ha molte possibili soluzioni, chiamate il “paesaggio delle stringhe”, e dalla previsione di Steven Weinberg della costante cosmologica mediante il ragionamento antropico.
L’ipotetico universo senza l’interazione debole dovrebbe servire da controesempio all’approccio antropico al problema della gerarchia. Per questo “universo debole”, altri parametri vengono variati man mano che viene cambiata la scala di rottura elettricamente debole. Infatti, la teoria delle stringhe implica che il panorama sia molto vasto e diversificato ciò vuol dire che ll’apparente abitabilità dell’universo debole implica che il ragionamento antropico da solo non può spiegare il problema della gerarchia, a meno che i vuoti disponibili nel paesaggio non siano severamente limitati per qualche altra ragione.

## Ostacoli

### Stelle deboli
Uno dei maggiori ostacoli per un universo debole e abitabile è la necessaria esistenza delle stelle. Le stelle funzionano attraverso la fusione di due protoni nel deuterio, che avviene attraverso interazioni deboli. Nell'universo debole di Harnik, Kribs e Perez questo viene superato garantendo un elevato rapporto deuterio primordiale rispetto all'idrogeno durante la nucleosintesi del Big Bang. Ciò consente stelle di lunga vita alimentate dalla combustione diretta del deuterio-protone in elio, che procede attraverso forti interazioni. L'elevato rapporto deuterio/idrogeno iniziale viene organizzato semplicemente riducendo il rapporto complessivo barione/fotone, che consente la produzione del deuterio BBN a una temperatura inferiore dove la barriera di Coulomb protegge il deuterio dalla fusione immediata in 4He.

### Abbondanza di ossigeno
Un altro potenziale problema per un universo senza debolezza è che le esplosioni di supernova sono necessariamente prive di neutrini. La risultante efficienza di produzione e dispersione di elementi pesanti (in particolare ossigeno) nel mezzo interstellare per la successiva incorporazione in pianeti abitabili è stata messa in dubbio da Clavelli e White. Quindi non è ancora stata trovata una soluzione alla dispersione di elementi pesanti nell’universo, ma si pensa che in un universo senza debolezza un numero minimo di oggetti pesanti non porti problemi ma anzi possano essere d’aiuto.

### Bariogenesi
La bariogenesi e la leptogenesi all'interno del Modello Standard dell’universo si basano sull'interazione debole: ovvero affinché la materia non venga spazzata via dall'antimateria all'inizio dell'universo, l'universo deve iniziare con una quantità diversa di ciascuna (cioè barioni iniziali diversi da zero). numero), o ammettere le condizioni di Sakharov alla bariogenesi. In quest’ultimo caso ci sono quindi due opzioni possibili:
- Che la conservazione del numero barionico venga interrotta in modo perturbativo, in modo che la lagrangiana includa esplicite interazioni non conservanti del numero barionico. Per evitare un rapido decadimento del protone, questa interazione deve avvenire con particelle pesanti ed esotiche, anch'esse create in abbondanza nell'universo e che interagiscono in modi peculiari con la materia barionica, o con particelle molto deboli, o con entrambe. Se le particelle che interagiscono con i barioni non interagiscono in maniera determinante (e/o elettromagneticamente), l'interazione forte (e/o l'interazione elettromagnetica) deve essere parte di una simmetria di gauge più ampia, spontaneamente rotta.
- Che la conservazione del numero barionico venga interrotta in un modo non perturbativo, cioè dall'anomalia quantistica . Almeno uno di questi meccanismi è l'anomalia chirale, che richiede l'esistenza dell'interazione debole, o almeno qualcosa di molto simile ad essa:[3]
  - Deve esserci un'interazione di gauge chirale, dove i fermioni sono nella sua rappresentazione fondamentale.
  - Per non essere di per sé anomalo (poiché l'anomalia dell'interazione di Gauge porta a incoerenza), il gruppo di Gauge è altamente ristretto, con la simmetria SU(2) che è l'unica opzione tra i gruppi SU(N).
  - I termini di massa rompono la simmetria chirale, quindi affinché le masse barioniche siano possibili, l'interazione di gauge chirale deve essere rotta spontaneamente, portando a un meccanismo di Higgs.
  - Poiché anche i gruppi elettromagnetico e di Gauge forte devono essere non anomali, ciò porta a ulteriori vincoli. Ad esempio, se la somma delle cariche elettromagnetiche di tutti i tipi di quark è positiva (più in generale, diversa da zero), allora devono esserci particelle aggiuntive, caricate negativamente, accoppiate al gruppo di Gauge chirale, che verrà creato anch'esso durante la bariogenesi. vale a dire, i leptoni.

Harnik, Kribs e Perez sostengono che nemmeno il Modello Standard spieghi le dimensioni osservate dell'asimmetria barionica e che il loro modello di universo senza debolezza si concentra solo sul momento in cui l'asimmetria esiste già.